# Davide Novelli
Davide Novelli (Roma, 1963) è un giornalista italiano.

## Biografia
Telecronista del pugilato e tiro a volo è stato in passato telecronista dello sci alpino della RAI.